# Landskrone (Lohrsdorf)
Die Landskrone, auch Lohrsdorfer Landskrone genannt, ist eine Einzellage im Bad Neuenahr-Ahrweiler Ortsbezirk Lohrsdorf im deutschen Weinbaugebiet Ahr im unteren Ahrtal. Sie ist Teil der Großlage Klosterberg im Bereich Walporzheim/Ahrtal.

## Lage
Der Name Landskrone leitet sich vom Berg Landskrone im rheinland-pfälzischen Landkreis Ahrweiler ab, der eine 271,7 m ü. NHN hohe Erhebung im Mittelrheingebiet ist. Die Lage liegt zwar nicht unmittelbar am Fuß des Berges, aber in deren Nähe und hat (Stand 2024) eine bestockte Größe von ca. 10,7 Hektar.  Die Lage ist zweigeteilt. Ein Teil liegt auf der westlichen Seite von Lohrsdorf in Richtung der Landskrone, an der sich die Lage Heimersheimer Landskrone direkt anschließt. Der andere Teil liegt östlich des Ortes zu Fuße des Lohrsdorfer Kopfs, der sich weiter östlich die Orchideenwiese Lohrsdorf anschließt. Beide Teile liegen nördlich der Ahr. Die Landskrone ist die einzige Einzellage von Lohrsdorf. Die Exposition ist südlich. Der Weinanbau an den Lohrsdorfer Bergen bis an den Anfang des 9. Jahrhunderts belegt. Wie an der Ahr üblich macht Spätburgunder den Großteil der Bestockung aus.